# Thomas Blamey

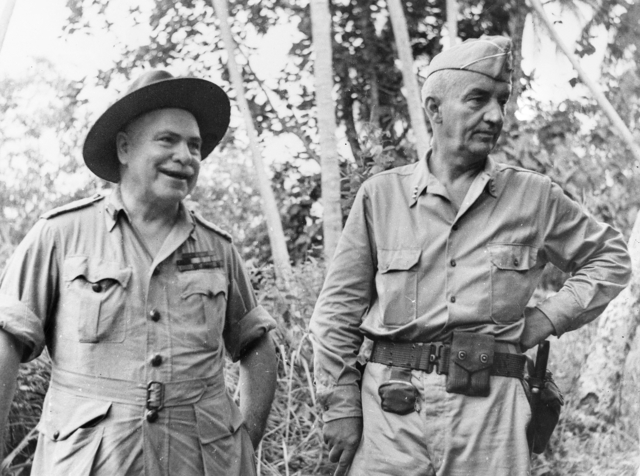
Blamey (L) w czasie wojny na Pacyfiku

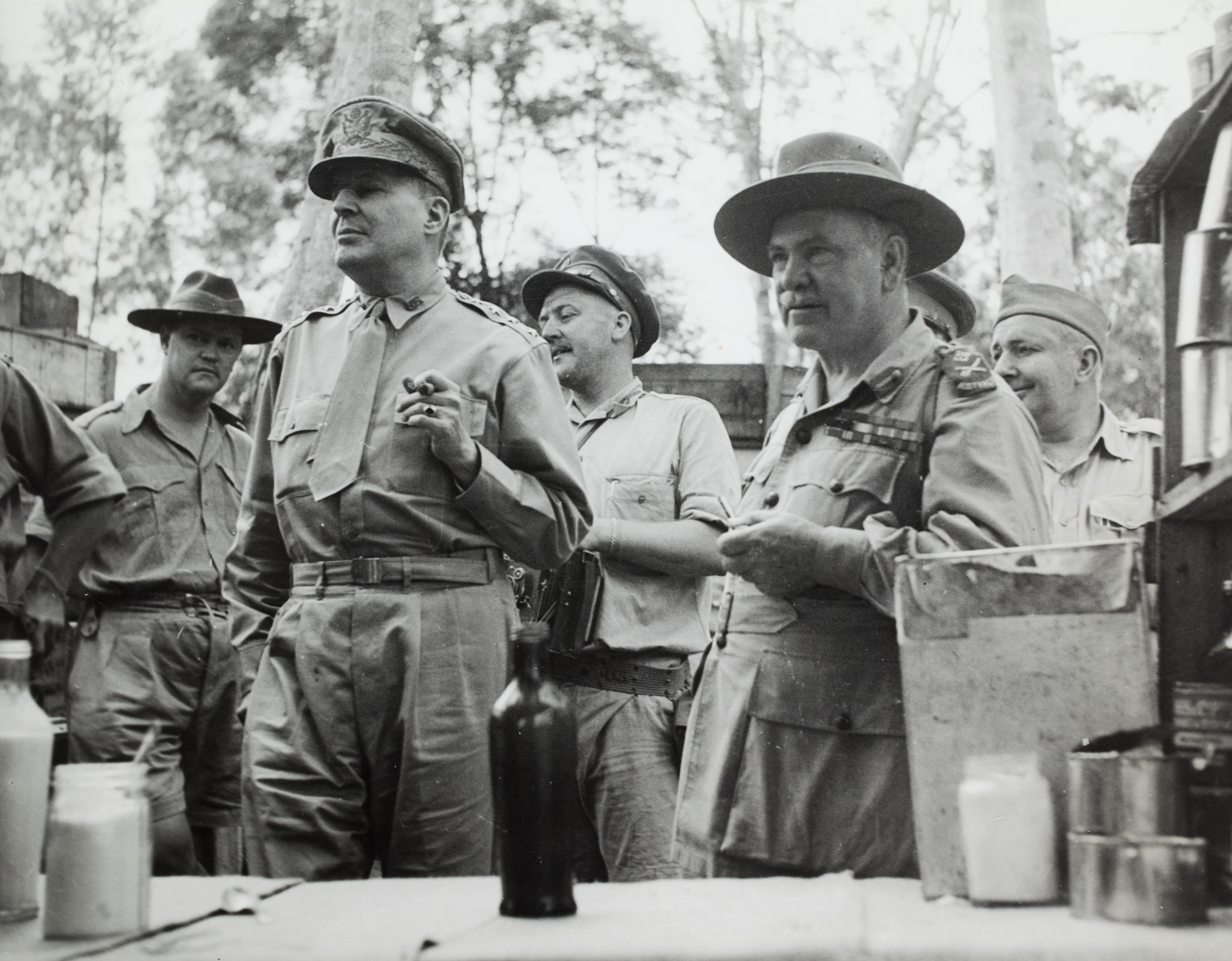
Blamey (P) z gen. MacArthurem (L) na Nowej Gwinei, 1943

Thomas Albert Blamey GBE, KCB, CMG, DSO (ur. 24 stycznia 1884 w Wagga Wagga, zm. 27 maja 1951 w Melbourne) – australijski wojskowy, marszałek polny. Uczestnik obydwu wojen światowych. 2 września 1945 roku reprezentował Australię podczas aktu kapitulacji Japonii na pokładzie pancernika USS „Missouri”.

## Życiorys

### Młodość
Urodził się w Lake Albert, podmiejskiej dzielnicy Wagga Wagga w Nowej Południowej Walii, w rodzinie emigranta z Kornwalii Richarda Henwooda Blameya i jego urodzonej w Australii żony Margaret Luisy Murray. Po ukończeniu szkoły rozpoczął pracę jako nauczyciel, aktywnie działając w szkolnych organizacjach kadetów. W 1906 roku przystąpił do egzaminu na członków kadry tworzonego ogólnokrajowej organizacji kadetów: Commonwealth Cadet Forces. W skali całej Australii uzyskał trzeci wynik i w listopadzie 1906 roku został porucznikiem w sztabie w Melbourne. W 1910 roku został przeniesiony do armii regularnej i promowany do stopnia kapitana. W latach 1912−1913 przeszedł w Kweta w Indiach szkolenie dla oficerów sztabowych. W maju 1914 roku został oddelegowany do Wielkiej Brytanii.

### I wojna światowa
Po wybuchu I wojny światowej służył w brytyjskim War Office, następnie został przydzielony do sztabu 1. Dywizji Australijskich Sił Imperialnych (Australian Imperial Force − AIF), stacjonującej w Egipcie. 25 kwietnia 1915 roku wylądował pod Gallipoli. W lipcu został tymczasowo awansowany do stopnia podpułkownika i odesłany do Egiptu, gdzie pracował przy organizacji 2. Dywizji australijskiej. We wrześniu powrócił na Gallipoli jako jej kwatermistrz i adiutant. W pierwszych miesiącach 1916 roku zastąpił pułkownika Brudenella White’a na stanowisku szefa sztabu 1 Dywizji i wraz z nią wziął udział w bitwie nad Sommą. W czerwcu 1918 roku został jako brygadier szefem sztabu Korpusu Australijskiego, dowodzonego przez generała Johna Monasha. Wraz z nim przygotował plan operacyjny zwycięskiej bitwy pod Hamel 4 lipca 1918 roku, wziął udział w bitwach pod Amiens, o Kanał Saint-Quentin i przełamywaniu linii Hindenburga.

### Dwudziestolecie międzywojenne
Za swój wkład w zwycięstwo został odznaczony Distinguished Service Order, Orderem św. Michała i św. Jerzego, Orderem Łaźni, francuskim Krzyżem Wojennym i siedmiokrotnie wymieniony w sprawozdaniu. W październiku 1919 roku powrócił do Australii, podejmując służbę w sztabie sił zbrojnych. W latach 1920−1922 pełnił funkcję zastępcy szefa Sztabu Generalnego. Następnie został wysłany do Londynu, gdzie reprezentował armię australijską w biurze wysokiego komisarza. W marcu 1925 roku powrócił do Australii jako drugi szef Sztabu Generalnego. Jego szybko następujące awanse wzbudzały zawiść wśród starszych oficerów. W związku z tym 1 września 1925 roku przyjął ofertę objęcia stanowiska komisarza policji stanu Wiktoria. Jednocześnie otrzymał przeniesienie z armii zawodowej do terytorialnej.
Wkrótce po objęciu stanowiska stał się bohaterem skandalu, gdy podczas kontroli jednego z domów publicznych w Melbourne policja zatrzymała niezidentyfikowanego klienta, który uniknął kontroli dokumentów posługując się okazaną odznaką policyjną. Jak się później okazało, należała ona do Thomasa Balmeya. Według oficjalnej wersji, została ona komisarzowi skradziona, prywatnie sam Blamey przyznał, że udostępnił ją znajomemu, którego nazwiska nie ujawnił. Blamey pozostał na stanowisku szefa policji do 9 lipca 1936 roku, gdy został zmuszony do ustąpienia na skutek kolejnego skandalu związanego z próbą ukrycia szczegółów sprawy, w którą zamieszany był jeden z wyższych oficerów policji. Wcześniej, w 1935 roku, otrzymał tytuł szlachecki. W 1937 roku został mianowany dowódcą 3. Dywizji armii terytorialnej, w stopniu generała majora.

### II wojna światowa
Od października 1939 roku dowodził 6 Dywizją australijską, wchodzącą w skład drugiego AIF, już jako generał porucznik. Wraz z rozpoczęciem formowania 7 Dywizji na początku 1940 roku został dowódcą obejmującego obie jednostki I Korpusu, a w grudniu tegoż roku dowódcą sił australijskich na Bliskim Wschodzie. Od kwietnia 1941 roku pod jego dowództwem znalazła się również 2 Dywizja nowozelandzka, a korpus przyjął historyczną nazwę Anzac Corps. Po ataku Niemiec na Bałkany znaczna jego część została wysłana do Grecji. W wyniku szybkich postępów sił niemieckich, wojska generała Blameya zostały zmuszone do odwrotu i ewakuacji. Dzięki dobremu dowodzeniu odbyła się ona sprawnie i bez większych strat. 23 kwietnia 1941 roku, jeszcze przed zakończeniem walk w Grecji, Thomas Blamey został mianowany zastępcą dowódcy sił alianckich na Bliskim Wschodzie. W czerwcu i lipcu wziął udział w operacji Exporter, zajęciu przez wojska alianckie Libanu i Syrii, podległych Francji Vichy. 24 września został awansowany do stopnia generała. Jego działania, zmierzające do sformowania podległych mu wojsk australijskich w jedną całość, spotkały się z oporem jego brytyjskich przełożonych, szczególnie po wycofaniu z frontu skrwawionej w bitwie o Tobruk 9 Dywizji we wrześniu i październiku 1941 roku.
W marcu 1942 roku generał Blamey powrócił do Australii, gdzie objął dowództwo wojsk australijskich, stojących w obliczu spodziewanej inwazji japońskiej. Poza obroną kraju do zadań armii należał udział w planowanych operacjach alianckich na obszarze Pacyfiku, pod dowództwem amerykańskiego generała Douglasa MacArthura. Po lądowaniu Japończyków na Nowej Gwinei i ich szybkich postępach, MacArthur zażądał osobistej obecności Blameya na zagrożonym obszarze. Objął on dowodzenie podczas walk na szlaku Kokoda i doprowadził do odrzucenia Japończyków z powrotem na północne wybrzeże Nowej Gwinei. W 1943 roku siły alianckie przystąpiły do kontrofensywy na obszarze południowego Pacyfiku. Blamey dowodził podczas walk siłami alianckimi, chociaż bez wojsk amerykańskich, wyłączonych spod jego komendy decyzją generała MacArthura. W kwietniu 1944 roku Thomas Blamey towarzyszył premierowi Johnowi Curtinowi w podróży do Stanów Zjednoczonych i Wielkiej Brytanii. Podczas rozmów dążyli do zwiększenia znaczenia wojsk australijskich w kolejnych ofensywach. Spotkało się to z oporem MacArthura, który przeznaczył najważniejsze kierunki operacyjne dla wojsk amerykańskich. Australijczykom przypadły pod koniec wojny walki na Borneo i wyspach południowego Pacyfiku. Z tego powodu pod koniec wojny działania Blameya były ostro krytykowane w jego kraju, co przyczyniło się do decyzji o jego dymisji po zakończeniu wojny. Generał Blamey reprezentował Australię w ceremonii podpisania aktu kapitulacji Japonii 2 września 1945 roku. W tym samym miesiącu złożył rezygnację, która została oficjalnie przyjęta 1 grudnia 1945 roku.

### Emerytura
Po odejściu ze służby osiadł w Melbourne, zajmując się biznesem i udzielając w organizacjach prawicowych. 8 czerwca 1950 roku otrzymał awans do stopnia marszałka polnego. Kilka dni później poważnie zachorował i insygnia odebrał, będąc w szpitalu. Zmarł 27 maja 1951 roku w szpitalu w Heidelbergu na przedmieściach Melbourne.

## Życie prywatne
Thomas Blamey był dwukrotnie żonaty. Po raz pierwszy ożenił się w 1909 roku z Minnie Caroline Millard, z którą miał dwóch synów: Charlesa (żołnierz RAAF, zginął w wypadku lotniczym w 1932 roku) i Thomasa. Po śmierci żony w 1935 roku pobrał się w cztery lata później z artystką Olgą Orą Farnsworth.

## Odznaczenia
Za udział w II wojnie światowej Thomas Blamey został Rycerzem Krzyża Wielkiego Orderem Imperium Brytyjskiego, komandorem Orderu Łaźni oraz odznaczony greckim Krzyżem Wojennym za kampanię 1941 roku, holenderskim Orderem Oranje-Nassau i amerykańskim Krzyżem za Wybitną Służbę.